# Wesley Addy
Pour les articles homonymes, voir Addy.
Wesley Addy, né à Omaha dans le Nebraska, le 4 août 1913, et mort à Danbury dans le Connecticut, le 31 décembre 1996, est un acteur américain. Il est notamment connu pour ses nombreux seconds rôles dans plusieurs films de Robert Aldrich.

## Filmographie
- 1951 : La Première Légion (The First legion) de Douglas Sirk : Père John Fulton
- 1952 : Mes six forçats (My Six Convicts) de Hugo Fregonese
- 1955 : En quatrième vitesse (Kiss Me Deadly) de Robert Aldrich : Lt. Pat Murphy
- 1955 : Le Grand Couteau (The Big Knife) de Robert Aldrich : Horatio "Hank" Teagle
- 1956 : Time Table (en) de Mark Stevens : Dr Paul Brucker
- 1957 : Racket dans la couture (The Garment Jungle), de Vincent Sherman et Robert Aldrich[1] : M.. Paul
- 1959 : Tout près de Satan (Ten Seconds to Hell) de Robert Aldrich : Wolfgang Sulke
- 1962 : Qu'est-il arrivé à Baby Jane ? (What Ever Happened to Baby Jane?) de Robert Aldrich : Marty Mc Donald
- 1963 : Quatre du Texas ( 4 for Texas) de Robert Aldrich : Winthrop Trowbridge
- 1964 : Chut... chut, chère Charlotte (Hush...Hush, Sweet Charlotte) de Robert Aldrich : Sheriff
- 1966 : Mister Buddwing de Delbert Mann : Dice Player
- 1966 : L'Opération diabolique (Seconds) de John Frankenheimer : John
- 1968 : Les envahisseurs (épisode 8 à l'aube du dernier jour) : Tomkins
- 1970 : Tora ! Tora ! Tora ! de Richard Fleischer, Kinji Fukasaku et Toshio Masuda : Lt. Commander Kramer
- 1971 : Pas d'orchidées pour miss Blandish (The Grissom Gang)  de Robert Aldrich : John P. Blandish
- 1976 : Network : Main basse sur la télévision de Sidney Lumet : Nelson Chaney
- 1977 : Tail Gunner Joe de Jud Taylor (téléfilm) : Middleton
- 1979 : Les Européens (The Europeans) de James Ivory : M.. Wentworth
- 1982 : Le Verdict (The Verdict) de Sidney Lumet : Dr Towler
- 1984 : Les Bostoniennes (The Bostonians) de James Ivory : Dr Tarrant
- 1995 : A Modern Affair (en) de Vern Oakley (en) : Ed Rhodes
- 1996 : Le Poids du déshonneur (Before and After) de Barbet Schroeder : Juge Grady